# ノリャン -死の海-
『ノリャン -死の海-』（-しのうみ、原題：노량: 죽음의 바다）は、2023年公開の韓国映画。
キム・ハンミン監督が2014年の『バトル・オーシャン 海上決戦』、2022年の『ハンサン -龍の出現-』に続いてイ・スンシン（李舜臣）を主人公とした歴史大作3部作の最終作。丁酉倭乱（慶長の役）における露梁（ノリャン）海戦を描いた史劇アクション映画である。

## キャスト
- イ・スンシン（李舜臣）：キム・ユンソク
- 島津義弘：ペク・ユンシク
- 陳璘：チョン・ジェヨン
- 鄧子龍：ホ・ジュノ
- イ・フェ（李薈）（朝鮮語版）：アン・ボヒョン
- ジュンサ（俊沙）（朝鮮語版）：キム・ソンギュ
- 有馬晴信：イ・ギュヒョン
- 小西行長：イ・ムセン
- ソン・ヒリプ（宋希立）（朝鮮語版）：チェ・ドクムン
- イ・ウンニョン（李雲龍）（朝鮮語版）：パク・フン
- 長寿院盛淳：パク・ミョンフン
- イ・ミョン（李葂）（朝鮮語版）：ヨ・ジング（特別出演）
- 王世子クァンヘグン（光海君）：イ・ジェフン（特別出演）

## スタッフ
- 監督・製作：キム・ハンミン（朝鮮語版）
- 脚本：キム・ハンミン、ユン・ホンギ、イ・ナラ
- プロデューサー：キム・チュギョン、イ・デヒ、イ・ナラ
- 撮影・音楽：キム・テソン
- 美術：チョ・ファソン
- 照明：キム・キョンソク、オ・ソクピル
- 編集：アン・ヒョンガン
- 衣裳デザイン：クォン・ユジン